# Paul Sabatier (historiker)
 Der er flere personer med dette navn, se Paul Sabatier.
Paul Sabatier (født 3. august 1858 i Saint-Michel-de-Chabrillanoux i departement Ardèche, død 4. marts 1928 i Strasbourg) var en fransk kirkehistoriker.
Sabatier studerede teologi i Paris, var hjælpepræst i Strasbourg og derefter præst i Saint-Cierge-la-Serre. Af helbredshensyn måtte han opgive præstestillingen og kastede sig over historiske studier. I 1893 udgav han sit epokegørende værk La vie de S. François d'Assise, der er udkommet i oplag på oplag og er oversat på mange sprog. Det er lige fremragende ved videnskabelig metode som ved åndfuld opfattelse, og synspunktet i bogen er blevet bekræftet ved de fund, som Sabatier senere har gjort og offentliggjort. Bogen, der kom på Indeks 1894, har sat skel
i opfattelsen af middelalderens åndsliv, og dens virkninger spores i kirke-, kunst- og kulturhistorien. Sabatier stiftede et selskab til forskningen af den hellige Frants' historie, og i det blev samlet lærde fra alle lande og livsanskuelser. Efter at Strasbourg atter var bleven fransk var han professor i kirkehistorie ved universitetet dér.